# 펭귄 랜덤 하우스
펭귄 랜덤 하우스(Penguin Random House)는 미국, 영국의 책 출판사이다. 전자 책의 대두에 따른 사업 변화에 대응하기 위해, 2013년에 영국의 피어슨 산하 펭귄 그룹과 독일 베르텔스만 산하의 랜덤 하우스의 합병에 의해 설립되었다. 합병 후에도 각각 독립적인 편집 체제를 가지고 미국을 비롯해 유럽 · 남아메리카 · 남아프리카 공화국 · 중국 등지에 근거를 둔다.

## 역사
- 2012년 10월 29일 - 각각의 모회사인 피어슨과 베르텔스만 양자의 합병에 합의.
- 2013년 2월 14일 - 미국 법무부가 합병을 승인.
- 2013년 4월 5일 - 유럽위원회가 합병을 승인.
- 2013년 7월 1일 - 합병 완료.